# Poduszeczka
Poduszeczka (łac. euplantula, l. mn. euplantulae) – poduszeczkowate struktury położone na brzusznej powierzchni podczłonów stóp niektórych owadów.
U karaczanów mniej lub bardziej rozwinięte poduszeczki występują na członach stóp innych niż ostatni. Poduszeczkowate nabrzmienia określane jako euplantulae występują także na stopach prostoskrzydłych.